# Montaldeo
Montaldeo é uma comuna italiana da região do Piemonte, província de Alexandria, com cerca de 318 habitantes. Estende-se por uma área de 5,19 km², tendo uma densidade populacional de 61 hab/km². Faz fronteira com Casaleggio Boiro, Castelletto d'Orba, Lerma, Mornese, Parodi Ligure, San Cristoforo.

## Demografia
| Variação demográfica do município entre 1861 e 2011                               |
|                                                                                   |
| Fonte: Istituto Nazionale di Statistica (ISTAT) - Elaboração gráfica da Wikipedia |